# لقطة سفلية

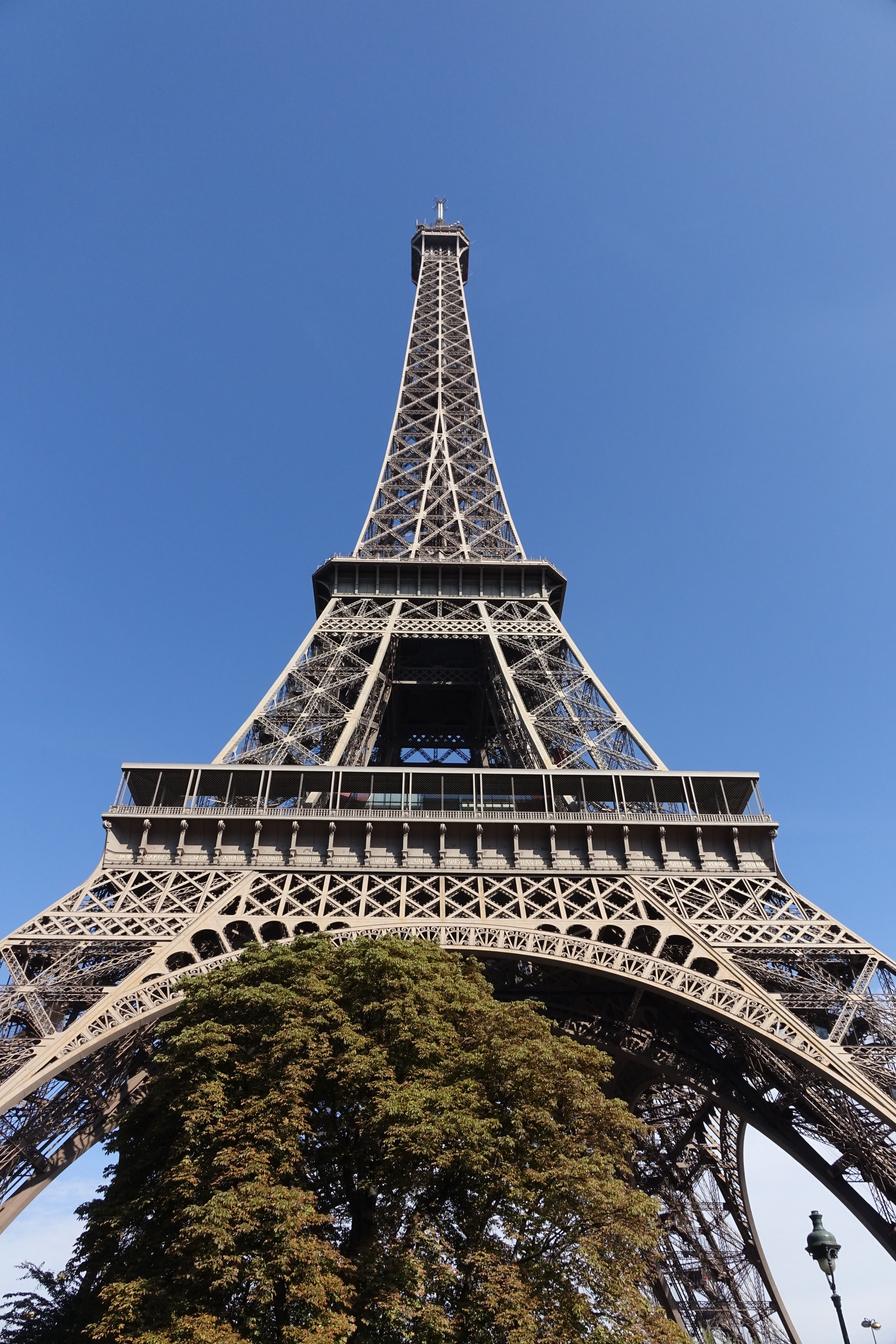
صورة تظهر برج إيفل من الأسفل (لقطة سفلية).

اللقطة السفلية أو اللقطة من أسفل هي لقطة المأخوذة لشيء المراد تصويره من وضع سفلي، من الأسفل إلى الآعلى، بحيث يظهر الشيء المراد تصويره من الأسفل إلى الآعلى.
وفيها يتم إظهار الموضوع أكبر من وضعه الطبيعي، لإظهار القوة والحجم الكبير، كتصوير لقطة من المبنى من الأسفل، فيظهر المبنى بأكمله، وهو يصور من أقرب نقطة إلى الأرض، إلى أبعد نقطة من الأرض؛ ويكون خط الكاميرا تحت خط العين، مما يجعل اللقطة تظهر بشكل قوي، ويرمز إليها عادة بالحرفين (ل.س).

## مقالات ذات صلة
- لقطة متوسطة.
- تسجيل مرئي.
- بزوغ (تصوير).
- لقطة علوية.